# میروسلاو آنتونوف
میروسلاو آنتونوف (بلغاری: Мирослав Антонов؛ زادهٔ ۱۰ مارس ۱۹۸۶) بازیکن فوتبال اهل بلغارستان است.
از باشگاه‌هایی که در آن بازی کرده است می‌توان به باشگاه فوتبال لودوگورتس رازگراد و باشگاه فوتبال لفسکی صوفیه اشاره کرد.